# ريتشارد واتسون
ريتشارد واتسون (31 ديسمبر 1921 في المملكة المتحدة - 1 أكتوبر 1987) (بالإنجليزية: Richard Watson)‏ هو لاعب كريكت بريطاني (وحمل سابقاً جنسية المملكة المتحدة لبريطانيا العظمى وأيرلندا). لعب مع نادي مقاطعة ديربيشاير للكريكت ‏.